# NGC 6798
NGC 6798 este o galaxie situată în constelația Lebăda. A fost descoperită în 5 august 1885 de către Lewis A. Swift. Se află la o distanță de 37,5 de megaparseci de Pământ.